# Lipotriches turneri
Lipotriches turneri là một loài Hymenoptera trong họ Halictidae. Loài này được Friese mô tả khoa học năm 1924.